# Charte constitutionnelle portugaise de 1826
Pour les articles homonymes, voir Charte constitutionnelle.
La Charte constitutionnelle de la Monarchie portugaise (en portugais Carta Constitucional da Monarquia Portuguesa) est la constitution du Portugal promulguée en 1826 par le roi Pierre IV. Son nom vient de la constitution française accordée par Louis XVIII en 1814, mais elle s'inspire de la Constitution brésilienne de 1824.

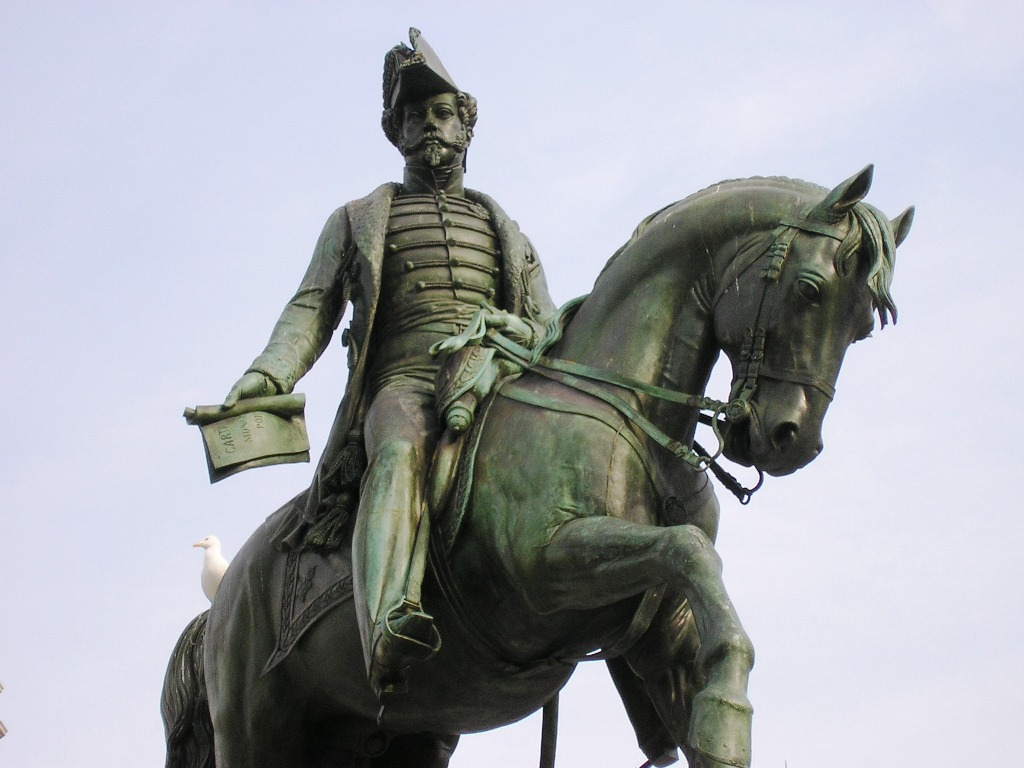
Pierre IV tenant la charte, monument à Pierre IV de Portugal, Porto.

## Description
Elle accorde la souveraineté au roi et à la nation. Les droits et les devoirs individuels sont garantis mais les privilèges de la noblesse sont garantis. Elle se veut un compromis avec la Constitution de 1822 jugée trop libérale.
Quatre pouvoirs sont définis : modérateur, législatif, exécutif et judiciaire.
Le pouvoir modérateur est exercé par le roi. Il a les pouvoirs d'un chef d'État : c'est lui qui convoque les Cortes, il a un droit de véto sur les Cortes, il nomme les pairs, dissout la chambre des députés, nomme et renvoie les membres du gouvernement, suspend les magistrats et accorde les amnisties. Le roi conserve la suprématie politique. Il exerce le pouvoir exécutif à travers ses ministres.
Le pouvoir législatif est exercé par les Cortes formées de deux chambres : la chambre des députés (élus au suffrage indirect censitaire) et la chambre des pairs (titres héréditaires accordés à la noblesse et à l'Église).
Le Conseil d'État est nommé par le roi et l'aide à prendre des décisions.
Le pouvoir judiciaire est aux mains des tribunaux.
On vote au suffrage indirect et censitaire : il faut disposer d'un revenu important pour pouvoir voter (100 000 réis) ou pour être élu (400 000 réis).
La priorité donnée au roi dans cette constitution provoquera l'opposition des libéraux radicaux (vintistes et septembristes) tout au long du siècle. On nomme chartistes (os cartistas) les partisans d'un libéralisme plus conservateur. Mais les deux tendances s'opposeront au retour de l'absolutisme. Elle va alterner un moment avec la Constitution de 1822 avant de s'imposer : elle sera en vigueur de 1826 à 1828 puis entre 1842 et 1910.
Trois actes additionnels ont permis de prolonger la Charte en l'adaptant à l'époque. Le premier acte additionnel de 1852 promulgue que l'élection des députés deviendra directe, la peine de mort sera abolie pour les crimes politiques, l'électorat sera élargi. En 1885, le nombre de députés est fixé, le droit de réunion et de pétition est instauré, le pouvoir des pairs sera limité. En 1896, les pairs seront nommés à vie par le roi qui retrouve le pouvoir de dissoudre l'Assemblée.
Les chartistes se regroupèrent au sein du Parti régénérateur en 1851, le grand parti conservateur de droite de la Monarchie constitutionnelle portugaise.